# Spathiphyllum laeve
Spathiphyllum laeve Engl. – gatunek wieloletnich, wiecznie zielonych roślin zielnych z rodzaju skrzydłokwiat, z rodziny obrazkowatych, występujący na Wyspie Kokosowej oraz na obszarze od Nikaragui do północno-zachodniej Kolumbii, zasiedlający równikowe lasy deszczowe.